# Grzegorz Motyka
Grzegorz Motyka, född 29 januari 1967 i Ośnica i Masoviens vojvodskap, är en polsk professor i historia, specialiserad på historien om de polsk-ukrainska relationerna. 
År 1992 utexaminerades Motyka från det katolska universitetet i Lublin i historia och blev därefter anställd vid institutet för politiska studier i polska vetenskapsakademin och i Akademia Humanistyczna im. A. Gieysztora i Pułtusk där han i dag är universitetsprofessor.

## Publikationer
- "Pany i rezuny. Współpraca AK-WiN i UPA 1945-1947", Warszawa 1997 (med Rafał Wnuk) (polska)
- "Tak było w Bieszczadach. Walki polsko-ukraińskie w Polsce 1943-1948", Warszawa 1998 (polska)
- "Antypolska Akcja OUN-UPA 1943-1944. Fakty i interpretacje", red. Grzegorz Motyka, Dariusz Libionka, IPN 2002 (polska)
- "Służby Bezpieczeństwa Polski i Czechosłowacji wobec Ukraińców 1945-1989", Warszawa 2005 (ed. and coautor) (polska)
- "Ukraińska partyzantka 1942-1960", Warszawa 2006 (polska)
- "W kręgu Łun w Bieszczadach", Warszawa 2009 (polska)